# Hagen Drasdo
Hagen Drasdo (* 1952 in Ludwigshafen am Rhein) ist ein deutscher Künstler, Kommunikationsdesigner, Museumsplaner und Ausstellungsgestalter.

## Leben
Hagen Drasdo studierte Design an der Fachhochschule Düsseldorf und Kunstgeschichte in Köln. 1980 gründet er sein erstes eigenes Studio, das „Institut für an- und abgewandte Kunst“ in Düsseldorf. Er macht neben seiner Arbeit als Grafiker freie künstlerische Arbeiten, Großfotos, Gruppen- und Einzelausstellungen.
Nach einem Lagerbrand verzichtet er ab 1994 völlig auf Ausstellungen. Die Aschereste kamen in Bleikartuschen und wurden vergraben: Das Ende vom Lied.
Es folgen Plakataktionen auf Großflächen unter dem Motto „Denkanschläge“ gemeinsam mit dem Künstler Manfred Spies.
Von 1983 bis 1985 entwickelt und realisiert er in Zusammenarbeit mit dem Künstler H.P. Alvermann „Kunstmobil“:  Eine mobile, neue Kunstvermittlung.
Ab 1985 folgen Entwurfsplanungen, Realisationen, Corporate Identities für Industrieunternehmen und die ständige Weiterentwicklung von besucherorientierter Kommunikation.
Für die Kunstsammlung Nordrhein-Westfalen (der heutigen K20) entwickelt er eine Ausstellungs- und Publikationsreihe unter dem Motto „Bilder sehen - Ein anderer Zugang zur Kunst“.
1990 folgt die Gründung seines zweiten Büros: Das DesignbüroDrasdoDüsseldorf. Die Arbeitsschwerpunkte sind die Gestaltung von Ausstellungen, komplexen Corporate Identity-Programmen für Institutionen im Bereich Kultur: Museen, Ministerien und Stiftungen.
Hagen Drasdo geht bis heute der Seminartätigkeit im Bereich der Qualifizierung für Mitarbeiter von Institutionen nach: Professionelle Kommunikation im Museum, VorträgeWorkshops und Seminare, Seminare in Institutionen des Gesundheitswesens und der Kultur zum Thema: Design als strategisches Instrument.

## Vermittlung
Seit über 25 Jahren hat sich Hagen Drasdo auf die Vermittlung schwieriger Inhalte spezialisiert.
„Kunstmobil“ stellt hierbei die erste Phase dar. Die Besucher dieser mobilen Ausstellungseinheit sollten die Möglichkeit bekommen, an beliebigen Plätzen und Orten eine museale Vermittlung zu erhalten. „Kunstmobil“ besteht aus einer Ausstellungseinheit mit  LKW, Containern, Zelten, Musik, Gastronomie, Ausstellungsfläche und Siebdruckanlage, des Weiteren werden Ausstellungen zur Kunstentwicklung im 20. Jahrhundert gezeigt. Es folgen deutschlandweite Auftritte.
Gemeinsam mit der Kunstsammlung Nordrhein-Westfalen entstanden pädagogische Ausstellungen zu denen ausstellungsbegleitend Publikationen erschienen sind, unter anderem „David Smith-Skulptur“, „Rot sehen!“, „Der Blick nach innen-Surrealistische Kunst“ und „Picasso“.
Aufbauend auf seine langjährige Erfahrung als Museumsplaner und Ausstellungsgestalter folgte 2007 die Neuauflage der bereits 1986 von ihm gestalteten, weltweiten Wanderausstellung: Eine kommentierte Rekonstruktion zur Düsseldorfer Ausstellung von 1938, mit dem Titel „Das verdächtige Saxophon“- Entartete Musik im NS-Staat, gemeinsam mit dem Musikwissenschaftler Albrecht Dümling, den Berliner Philharmonikern und der Tonhalle Düsseldorf.
Seit dem Jahr 1998 betreut er das Edwin Scharff Museum in Neu-Ulm dessen Ziel es ist, dem Besucher komplexe Inhalte und Strukturen mit modernen museumspädagogischen Methoden zu vermitteln. Im Rahmen dieser Arbeit entstand unter anderem die Ausstellung „Steht bloß rum und ist nackt? Skulptur entdecken!“. Die Ausstellung lud zum spielerischen Entdecken ein. Sie zeigte, dass das Klischee „steht bloß rum und ist nackt“ eine viel zu eindimensionale Sicht auf die Gattung Bildhauerei ist. In der Ausstellung wird ein Blick auf die Entwicklung der Skulptur im 20. Jahrhundert geworfen, das Geheimnis des Bronzegusses gelüftet und gezeigt, dass heute auch Bonbonberge von Félix González-Torres oder die „One Minute Sculptures“ von Erwin Wurm zur Skulptur gehören. Die starke Vermittlungsarbeit wurde auch mit der Wilhelm Busch Ausstellung weitergeführt, die nach wenigen Wochen mehrere tausend Besucher hatte.
2005 folgte die Auszeichnung mit dem Bayerischen Museumspreis für das Museum im Kulturspeicher Würzburg, welches seit seiner Gründung im Jahr 2002 von Drasdo betreut wird. Der Bayerische Museumspreis 2005 würdigte nicht nur die Sammlungspräsentation, sondern auch die didaktische Vermittlung und museumspädagogische Arbeit im Zusammenhang mit dem Vergleich der beiden Sammlungen, die das Museum beherbergt.
2013 gründet er gemeinsam mit seiner Tochter Katharina Drasdo das Studio „Drasdos - Form Follows Us“ welches sich auf Social Design, Culture Identities und Webentwicklung spezialisiert.

## Ausstellungsplanung
- 2012 „Gesellschaftsgarten - Martin Weimar“,  Edwin Scharff Museum, Neu-Ulm
- 2010 „The White Archive - Jewish mathematicians in german-speaking academic culture“,  Goethe-Universität Frankfurt
- 2010 „Grüne Kammer - Naturschutzinformationszentrum Hofgut Guntershausen“,  Hessisches Ministerium für Umwelt, Energie, Landwirtschaft und Verbraucherschutz
- 2009 „Unter Strom - Kunststoffe und Elektrizität“,  Deutsches Kunststoff Museum, Düsseldorf
- 2009 „Das verborgene Kloster - Stadtgeschichte in Düsseldorf“, Maxhaus, Düsseldorf
- 2009 „Struwwelpeter und Dornröschen - Kinderbücher und Märchen“, Edwin Scharff Museum, Neu-Ulm
- 2008 „Stets findet Überraschung statt, da wo man‘s nicht erwartet hat“ – Wilhelm Busch, Edwin Scharff Museum, Neu-Ulm[4]
- 2007 „Das verdächtige Saxophon“ – Entartete Musik im NS-Staat, mit Beteiligung der Berliner Philharmoniker und Düsseldorfer Symphoniker, weltweite Wanderausstellung[5]
- 2007 „Steht bloß rum und ist nackt? Skulptur entdecken!“, Edwin Scharff Museum, Neu-Ulm
- 2007 „Jugendstil - Ein Leben in Schönheit“, Edwin Scharff Museum, Neu-Ulm
- 2000 „Die große Inspiration“ – Deutsche Künstler in der Académie Matisse, Edwin Scharff Museum, Neu-Ulm
- 1998 „Faszination Kunststoff“, Kunststoff-Museums-Verein, Ehrenhof, Düsseldorf[6]
- 1985–1990 „Bilder sehen - Ein anderer Zugang zur Kunst“, Pädagogische Ausstellungsreihe mit der Kunstsammlung NRW, Düsseldorf[7]

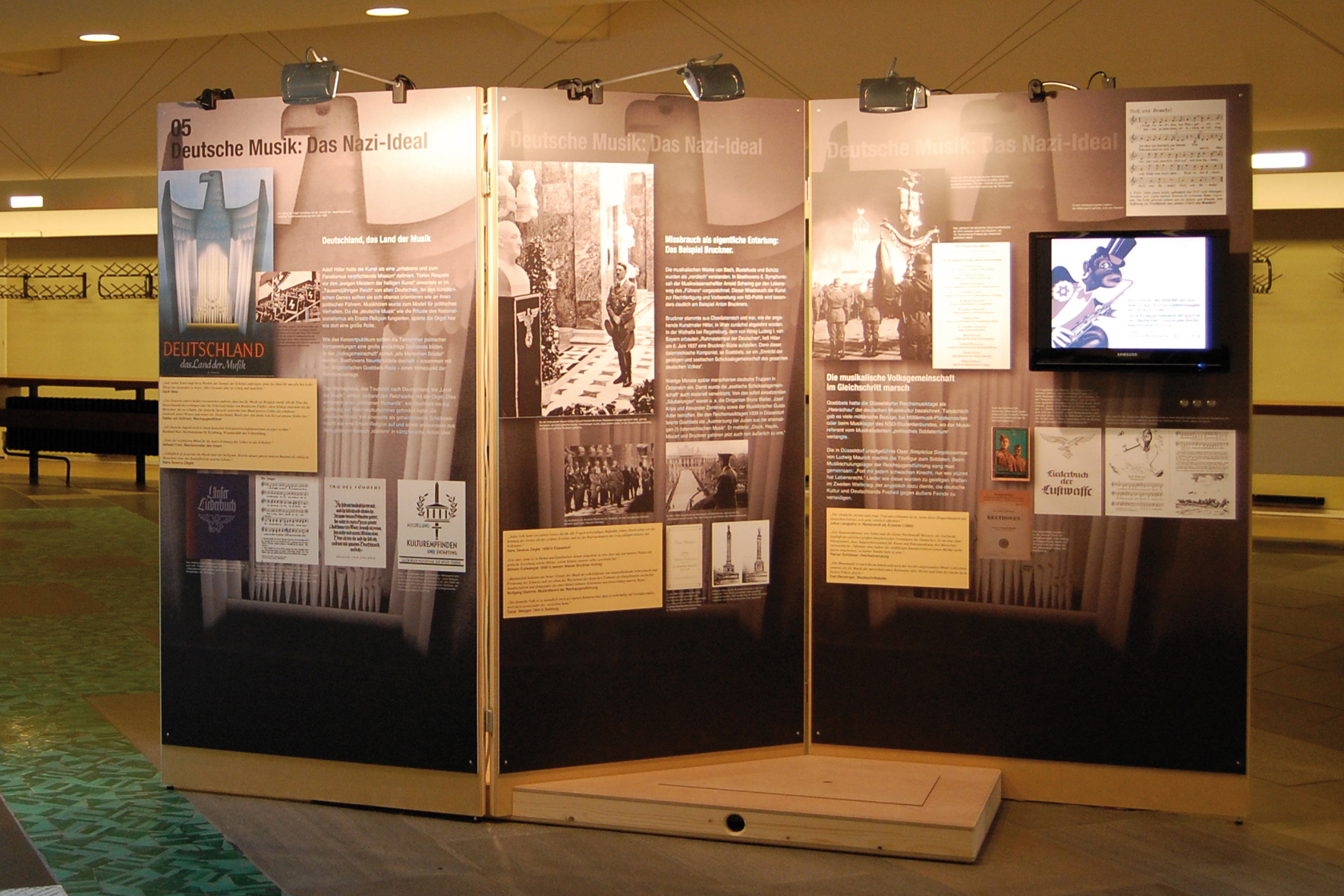
Ausstellungsinsel der Wanderausstellung „Das verdächtige Saxophon“ – Entartete Musik im NS-Staat
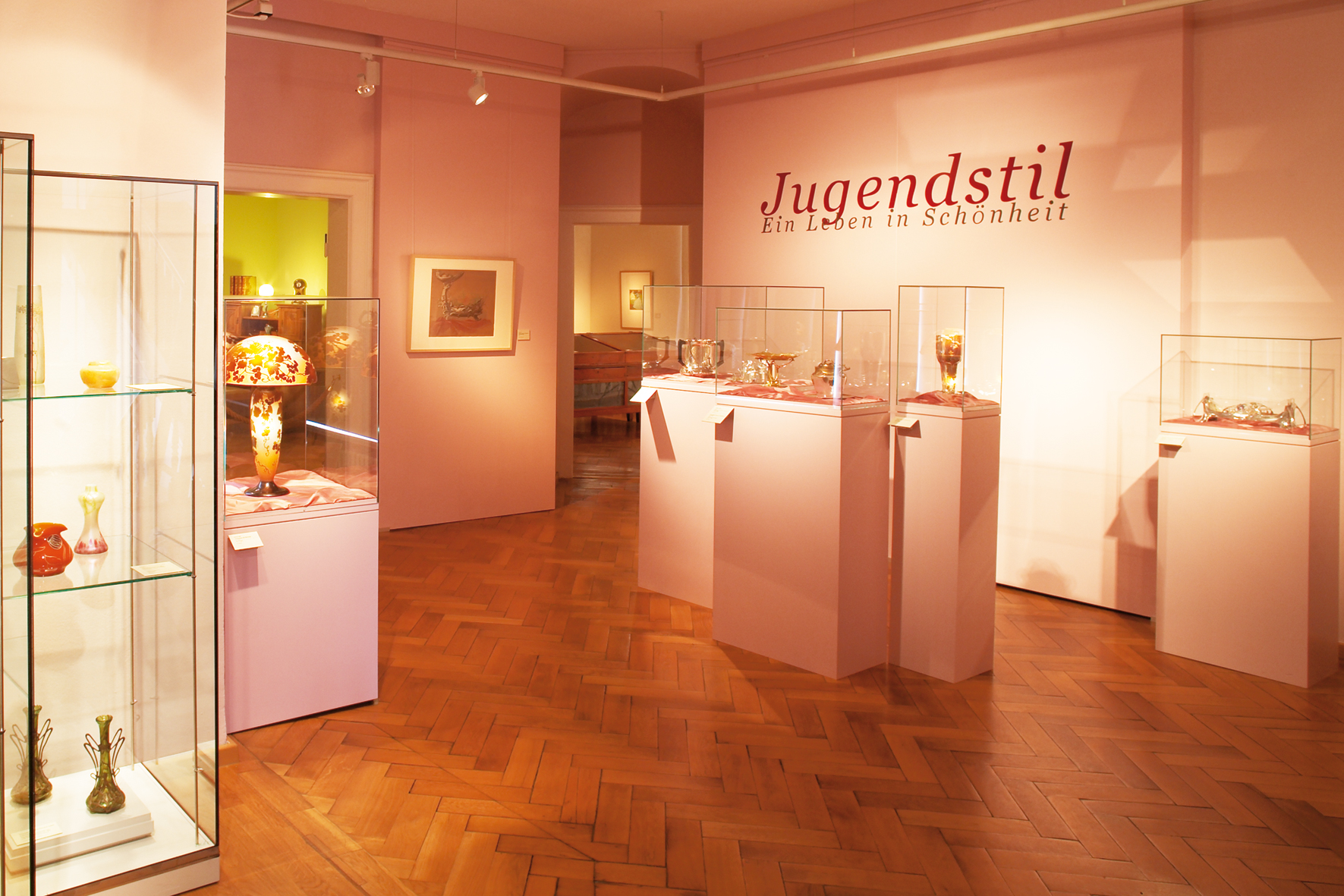
Einblick in die Ausstellung „Jugendstil:Ein Leben in Schönheit“

## Ausstellungen
- 1983–1985 „Kunstmobil“, Institut für An- und Abgewandte Kunst, mobile Ausstellungseinheit, deutschlandweite Auftritte[8]

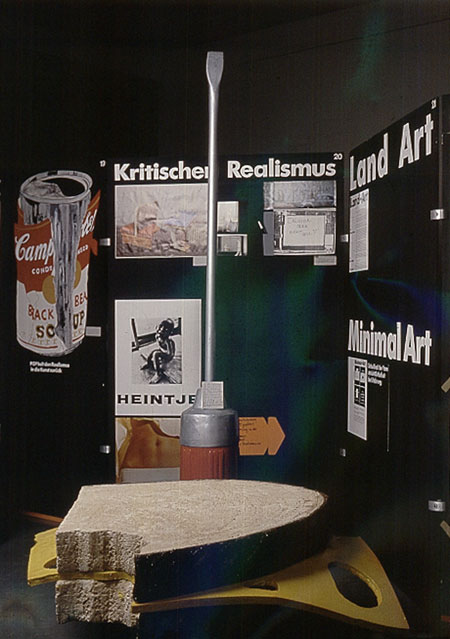
Ausstellungseinblick
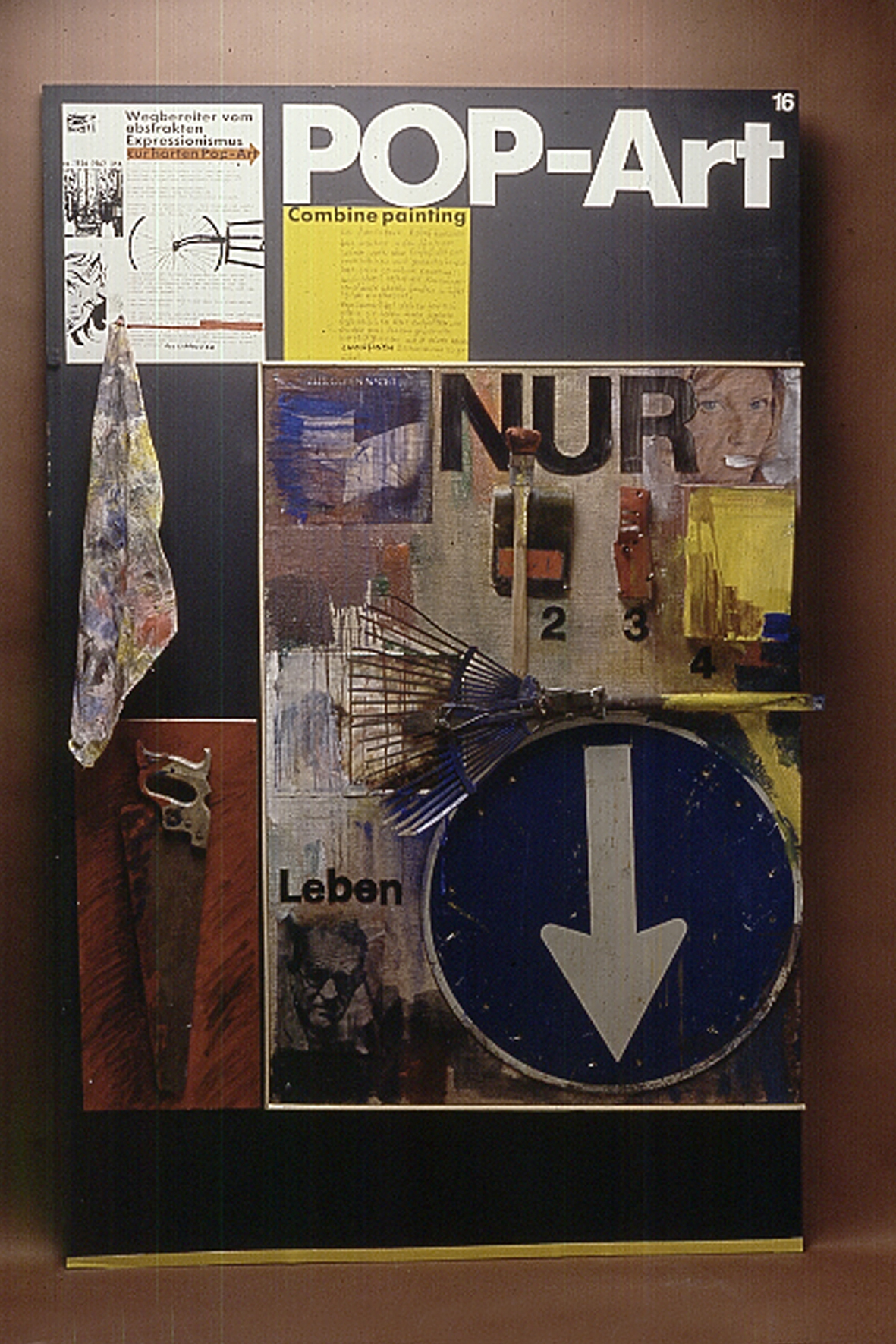
Ausstellungstafel zu „Pop-Art“
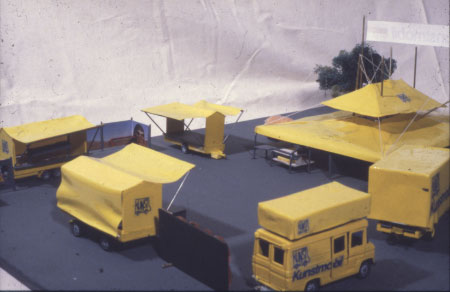
Modell der Ausstellungseinheit

## Wettbewerbssiege und Auszeichnungen
- Auszeichnung mit dem if GOLD award communication design 2008[9]
- Mehrfache Auszeichnung bei dem Wettbewerb Die 100 besten Plakate des Jahres, 2007[10][11], 2005[12]
- Sieger „Drei Museen-Eine Region“, Kommunikationskonzept für 3 Museen
- Sieger Konzept Schloss Dyck, Gartenbaumuseum
- 1. Preis Plakattrienale Essen

## Werke
- »Hagen Drasdo Designstatements«, Düsseldorf 2004
- »Transmedial«, Düsseldorf 2002
- »Portfolio 52«, Düsseldorf 2001
- »700+6«, gemeinsam mit L. Possehl, M. Schweinhorst, J. Wagner, U. Wiegand-Laster, M. Winter, Düsseldorf 1988
- »Achtung Museum«, Düsseldorf 1980